# 1973-as US Open (tenisz)
Az 1973-as US Open az év negyedik Grand Slam-tornája, a US Open 93. kiadása volt, amelyet augusztus 27.–szeptember 9. között rendeztek meg Forest Hills füves pályáján. A férfiaknál John Newcombe, a nőknél Margaret Court győzött.

## Döntők

### Férfi egyes
John Newcombe –   Jan Kodeš, 6-4, 1-6, 4-6, 6-2, 6-3

### Női egyes
Margaret Court -  Evonne Goolagong, 7-6, 5-7, 6-2

### Férfi páros
Owen Davidson /  John Newcombe -  Rod Laver /  Ken Rosewall, 7-5, 2-6, 7-5, 7-5

### Női páros
Margaret Court /  Virginia Wade -  Rosie Casals /  Billie Jean King, 3-6, 6-3, 7-5

### Vegyes páros
Billie Jean King /  Owen Davidson -  Margaret Court /  Marty Riessen, 6-3, 3-6, 7-6

## Juniorok

### Fiú egyéni
Billy Martin –  Colin Dowdeswell, 4–6, 6–3, 6-2
A junior lányok egyéni versenyét 1974-től, a fiúk és lányok páros versenyét 1982-től rendezték meg.